# Фобос 1953
«Фо́бос: 1953» — компьютерная игра в жанре графический квест, разработанная студией Phantomery Interactive.

## Издание игры
В России игра поступила в продажу 4 марта 2010 года в джевел-упаковке. Издателем игры выступила компания CP Digital в сотрудничестве с Новым Диском.
В июле 2012 года игра была выпущена на английском языке для европейского рынка под названием «1953 — KGB Unleashed», как в DVD-упаковке, так и в цифровом виде. Издателем игры выступила немецкая компания United Independent Entertainment GmbH. 20 сентября 2013 года «1953 — KGB Unleashed» вышла в сервисе Steam, с поддержкой русского, английского, немецкого, французского и польского языков. Перевод игры на иностранные языки был осуществлен методом взлома игровых ресурсов, без какого-либо участия разработчиков Phantomery Interactive, в связи с чем директор студии Георгий Белоглазов оставил комментарий на своей странице в Фейсбуке о «пиратском» происхождении европейской версии игры:
https://www.facebook.com/photo.php?fbid=4689527175591:

Поскольку уже многие спрашивают, подтверждаю — Фобос 1953 (он же 1953 KGB Unleashed) выпущен на Steam абсолютно нелегально. Я понимаю как это сюрреалистично звучит, но там ПИРАТСКАЯ ЛОКАЛИЗАЦИЯ НА АНГЛИЙСКИЙ. За игру мы не получили ни копейки роялти и ни одного отчета (по договору издатель платит нам с первой проданной копии). Разумеется, мы этого не оставим, благо сейчас у нас с деньгами затруднений никаких нет — будем юридически добиваться получения контроля над аккаунтом игры, раз уж она прошла «гринлайт». Пока рекомендация одна — не покупать.

## Описание
Разработчики позиционируют свою игру как «психологический квест». В основе сюжета — псевдоисторические события, завязанные вокруг разработок МГБ СССР в области исследования пределов возможностей человеческого мозга, передачи мысли на расстоянии и воздействия страха на человеческий организм. Игрок оказывается в подземном бункере, где располагается лаборатория, материалом для исследований которой служили заключенные. Ему предстоит узнать правду о пугающих событиях, произошедших в 1953 году, которые привели к ликвидации персонала и консервации всего комплекса.

## Игровой движок
Игра разработана на основе движка Panopticum Engine, собственной разработки Phantomery Interactive, уже использовавшегося в игре Sublustrum.

## Премии и награды
На Конференции разработчиков компьютерных игр 2009, проходившей в Москве 15—17 мая, проект победил в номинации «Лучшая приключенческая игра».